# Thomas Leland
Thomas Leland (Dublino, 1722 – Dublino, 1785) è stato uno storico e traduttore irlandese e l'autore del primo romanzo gotico, Longsword, Earl of Salisbury: An Historical Romance, pubblicato nel 1762.

## Biografia
Leland è nato a Dublino e ha studiato presso la scuola di Thomas Sheridan e poi presso il Trinity College, dove divenne professore dell'Oratorio nel 1763. Ha tradotto le orazioni di Demostene in tre volumi e ha scritto la vita di Filippo II di Macedonia nel 1758. Ha scritto un influente La storia d'Irlanda dall'invasione di Enrico II (History of Ireland from the Invasion of Henry II) nel 1773. il suo ritratto, di John Dean, è detenuto dalla National Portrait Gallery.
Leland è stato membro del Trinity College di Dublino nel 1746. È stato ordinato sacerdote della Chiesa d'Irlanda nel 1748, ha prestato servizio come vicario a Bray, Co. Wicklow, nel 1773 è stato nominato Vicario della Chiesa di St. Ann, Dawson Street, a Dublino.

## Pubblicazioni
- Longsword, Earl of Salisbury: An Historical Romance (1762).
- The History of the Life and Reign of Philip, King of Macedon: the Father of Alexander (1775).
- History of Ireland from the Invasion of Henry II, 3 Volumi (1773).

### Traduzioni
- The Orations of Demosthenes on Occasions of Public Deliberations, 2 Volumi (1763).
  - "The Second Oration Against Philip" in The World's Famous Orations.
  - "On the State of the Chersonesus" in The World's Famous Orations.
  - "Against Ctesiphon; or, On the Crown" di Aeschines in The World's Famous Orations.
  - "Against Demosthenes" di Dinarchus in The World's Famous Orations